# Wilhelm Junkmann
Wilhelm Junkmann (właśc. Johann Bernhard Wilhelm, ur. 2 lipca 1811 w Münster, zm. 23 listopada 1886 we Wrocławiu) – niemiecki historyk i wykładowca akademicki, pisarz i polityk.

## Życiorys
Jego ojciec Philipp był mistrzem szewskim w Münster. Wilhelm Junkmann poślubił Marię Theresię (z domu Schlüter) około 1855 roku. Jego żona była córką prawnika Clemensa Augusta Schlütera oraz siostrą filozofa Christopha Bernharda Schlütera.

## Edukacja i praca zawodowa
Wilhelm Junkmann studiował od 1829 filologię i historię w Münster i Bonn (w Bonn m.in. u Ernsta Moritza Arndta i Josepha Görres). W 1833 zdał egzamin państwowy w Münster i otrzymał pozwolenie na nauczanie w niższych klasach języka greckiego, niemieckiego, historii, matematyki i religii. Jednak jego uprawnienia nie wystarczały do objęcia stanowiska starszego nauczyciela. W celu zdobycia doktoratu wyjechał na studia do Berlina. W 1830 został członkiem bractwa Populonia Bonn, wskutek czego został w 1835 skazany na sześć lat więzienia. Wiązało się to z zakazem wstąpienia do pruskiej służby cywilnej. Jednak po czterech miesiącach Junkmann został ułaskawiony. W latach 1835–1837 był prywatnym nauczycielem w Münster. W 1837 roku został nauczycielem w domu baronów Droste zu Senden. W 1838 został asystentem w Gymnasium Paulinum w Münster, rok później przeniósł się do Coesfeld. Jednak po sporze z dyrektorem szkoły, nie mając perspektyw na dalsze tam zatrudnienie, Junkmann powrócił do Münster, do domu swoich rodziców. W tym samym roku otrzymał stypendium państwowe i zdecydował się na kontynuację studiów historycznych w Bonn. Tam uczęszczał na wykłady Friedricha Christopha Dahlmanna. W 1847 uzyskał w Bonn stopień doktora. Habilitował się w 1851 roku. W latach 1847–1851 zajmował się pisarstwem w Münster, czasowo musiał czasem ukrywać się ze względu na swoje poglądy polityczne. W latach 1851–1854 był nieetatowym wykładowcą (privatdozentem) historii na Akademii w Münster, a jednocześnie był zatrudniony w archiwum prowincji Westfalii, znajdującym się w Münster. W 1854 został profesorem nadzwyczajnym w Liceum Hosianum w Braniewie, a w 1855 profesorem zwyczajnym na Königliche Universität Breslau.

## Działalność naukowa i publicystyczna
Wilhelm Junkmann był w Münster współwydawcą czasopisma „Katholisches Magazin für Wissenschaft und Leben”, a także pisał do „Münstersches Sonntagsblatt für katholische Christen”, „Allgemeines Kirchenlexikon” oraz „Allgemeine Realenzyklopädie für das katholische Deutschland”. Był także członkiem towarzystwa Regesta Historiae Westfaliae i założycielem Westfalii Sacra. Oprócz tego Junkmann zajmował się także tworzeniem dzieł literackich, beletrystyki oraz pisał prace historyczne. Był zaprzyjaźniony m.in. z pisarką Annette von Droste-Hülshoff. Po rozpoczęciu kariery politycznej zrezygnował z prób lirycznych. Junkmann był członkiem różnych towarzystw naukowych i literackich.

## Działalność polityczna
Junkmann został w 1848 członkiem parlamentu frankfurckiego w okręgu wyborczym Recklinghausen. W 1850 został członkiem parlamentu erfurckiego (Erfurter Unionsparlament), a w latach 1849–1852 członkiem II Izby pruskiego landtagu z okręgu wyborczego Münster. Najpierw identyfikował się z poglądami lewicy, później stał się zwolennikiem katolickiego konserwatyzmu i zagorzałym przeciwnikiem liberalizmu i socjalizmu.